# São José do Cerrito
São José do Cerrito is een gemeente in de Braziliaanse deelstaat Santa Catarina. De gemeente telt 10.624 inwoners (schatting 2009).

## Aangrenzende gemeenten
De gemeente grenst aan Abdon Batista, Brunópolis, Campo Belo do Sul, Cerro Negro, Correia Pinto, Curitibanos, Lages en Vargem.